# 颜希深
颜希深（1729年—1780年），字若愚，号静山，又号浚溪，广东连平州元善镇人，贡生出身。

## 生平
- 乾隆十八年（1753年），任泰安知府。
- 乾隆二十五年，转赴济南，先后任济南知府、山东督粮道。在山东督粮道任上（ 治所在德州），颜希深“清操自励，署内皆布衣粝粮。
- 乾隆二十六年（1761年）河为水灾（京杭大运河洪水），督率文武极力捍御，以保城池、仓库，而民无滋扰。”
- 乾隆二十七年（1762年），被擢升为四川按察使。
- 乾隆二十八年（1763年），擢升福建布政使。
- 乾隆三十二年（1767年），调任江西布政使。
- 乾隆四十二年，擢升湖南巡抚。不久，回京任专职兵部侍郎。
- 乾隆四十五年农历四月，先出任贵州巡抚，后又调任云南巡抚。[1]

## 外部連結
- 顏希深 （页面存档备份，存于） 中研院史語所